# Kamil Bury
Pour les articles homonymes, voir Bury.
Kamil Bury, né le 23 juillet 1995 à Cieszyn, est un fondeur polonais.

## Biographie
Son frère Dominik est aussi fondeur de haut niveau.
Licencié au club MKS Istebna, il fait ses débuts internationaux en 2012 dans la Coupe slave et prend part à ses premiers championnats du monde junior en 2015. 
Après avoir notamment terminé onzième du sprint aux Championnats du monde des moins de 23 ans en 2017, il fait ses débuts individuels en Coupe du monde à Otepää.
En 2018, il court aux Jeux olympiques de Pyeongchang, où il est 74e du quinze kilomètres libre et 29e du sprint (quart de finale).
Il marque ses premiers points pour la Coupe du monde lors du Tour de ski 2019-2020, avec une 27e place au sprint de Val di Fiemme. Plus tard dans l'hiver, il prend la 16e place du sprint classique de Trondheim.

## Palmarès

### Jeux olympiques d'hiver
| Épreuve / Édition | Épreuve / Édition | Pyeongchang 2018 |
| Sprint classique  | Sprint classique  | 29e              |
| 15 km libre       | 15 km libre       | 74e              |

### Championnats du monde
| Épreuve / Édition        | Sprint                           | Sprint                           | 15 km                            | 15 km                            | Skiathlon 2 × 15 km | 50 km | Relais | Relais    |
| Épreuve / Édition        | libre                            | classique                        | libre                            | classique                        | Skiathlon 2 × 15 km | 50 km | Sprint | 4 × 10 km |
| Mondiaux 2019 Seefeld    | 60e                              | Épreuve inexistante à cette date | Épreuve inexistante à cette date | 69e                              | -                   | -     | -      | -         |
| Mondiaux 2021 Oberstdorf | Épreuve inexistante à cette date | 46e                              | -                                | Épreuve inexistante à cette date | -                   | -     | -      | 14e       |

Légende :
- : pas d'épreuve
- — : Non disputée par Bury

### Coupe du monde
- Meilleur classement général : 90e en 2020.
- Meilleur résultat individuel : 16e sur une étape de mini-tour.

#### Classements détaillés
| Saison / Épreuve | Saison / Épreuve | Général | Général | Distance | Distance |
| Saison / Épreuve | Saison / Épreuve | Class.  | Points  | Class.   | Points   |
| ---------------- | ---------------- | ------- | ------- | -------- | -------- |
| 2020             | 2020             | 90e     | 28      | 62e      | 23       |

### Championnats de Pologne
- 2 fois champion sur le sprint : 2018 et 2020.